# Nikolái Mijailin
Nikolái Mijailin –en ruso, Николай Михайлин– (Sarátov, 23 de marzo de 1949 – Moscú, 8 de mayo de 1999) fue un clavadista o saltador de trampolín soviético especializado en plataforma de 10 metros, donde consiguió ser subcampeón mundial en 1975.

## Carrera deportiva
En el Campeonato Mundial de Natación de 1975 celebrado en Cali (Colombia), ganó la medalla de plata en la plataforma de 10 metros, con una puntuación de 532 puntos, tras el italiano Klaus Dibiasi (oro con 547 puntos) y por delante del mexicano Carlos Girón (bronce con 529 puntos).